# Сент-Мари-ан-Шо
Сент-Мари́-ан-Шо (фр. Sainte-Marie-en-Chaux) — коммуна во Франции, находится в регионе Франш-Конте. Департамент — Верхняя Сона. Входит в состав кантона Сен-Совёр. Округ коммуны — Люр.
Код INSEE коммуны — 70470.

## География
Коммуна расположена приблизительно в 330 км к востоку от Парижа, в 70 км севернее Безансона, в 28 км к северо-востоку от Везуля.
По территории коммуны протекают реки Лантерн и Брёшен.

## Население
Население коммуны на 2010 год составляло 170 человек.
| 1962 | 1968 | 1975 | 1982 | 1990 | 1999 | 2010 |
| ---- | ---- | ---- | ---- | ---- | ---- | ---- |
| 109  | 122  | 114  | 123  | 121  | 162  | 170  |

## Администрация
| Период | Период | Фамилия              | Партия | Примечания |
| ------ | ------ | -------------------- | ------ | ---------- |
| 2001   | 2002   | Доминик Дебельманьер |        |            |
| 2002   | 2008   | Жан-Пьер Виньерон    |        |            |
| 2008   | 2014   | Пьер Дюшануа         |        |            |

## Экономика
В 2010 году среди 115 человек трудоспособного возраста (15—64 лет) 88 были экономически активными, 27 — неактивными (показатель активности — 76,5 %, в 1999 году было 69,4 %). Из 88 активных жителей работали 79 человек (46 мужчин и 33 женщины), безработных было 9 (4 мужчины и 5 женщин). Среди 27 неактивных 10 человек были учениками или студентами, 10 — пенсионерами, 7 были неактивными по другим причинам.